# Ceratognathus minutus
Ceratognathus minutus es una especie de coleóptero de la familia Lucanidae.

## Distribución geográfica
Habita en Nueva Gales del Sur (Australia).